# Vertical Force
Vertical Force es un videojuego de matamarcianos con scroll vertical, que hacía uso de dos capas para utilizar las características 3D del Virtual Boy, el sistema de Nintendo para el que apareció. Fue desarrollado por Hudson Soft y publicado en 1995.